# Horst Förster (General)
Horst Förster (* 30. Juli 1943 in Heidelberg) ist ein Generalmajor außer Dienst des Heeres der Bundeswehr. Zuletzt war er bis September 2002 Befehlshaber im Wehrbereich II und zugleich Divisionskommandeur der 1. Panzerdivision in Hannover.

## Leben

### Ausbildung und erste Verwendungen
Förster trat 1964 in die Bundeswehr ein und durchlief als Offizieranwärter die Offizierausbildung zum Offizier des Truppendienstes der Artillerietruppe. Bis 1974 hatte er Verwendungen als Feuerleit-, Batterie- und Versorgungsoffizier sowie Batteriechef im Feldartilleriebataillon 210 in der Salm-Kaserne in Philippsburg sowie in den Jahren 1974 und 1975 als Batteriechef der 4. Batterie des Feldartillerielehrbataillons 51 in der Klotzberg-Kaserne in Idar-Oberstein.

### Dienst als Stabsoffizier
Von 1975 bis 1977 absolvierte Förster den 18. Generalstabslehrgang Heer an der Führungsakademie der Bundeswehr (FüAkBw) in Hamburg, wo er zum Offizier im Generalstabsdienst ausgebildet wurde. Anschließend war er bis 1980 Stabsoffizier G3 und G4-Plan im Hauptquartier der Central Army Group in den Hammond Barracks in Mannheim und bis 1982 G2 op und G3 op des III. Korps in der Boelcke-Kaserne in Koblenz. Von 1982 bis 1984 war Förster Bataillonskommandeur des Feldartilleriebataillons 121 in der Kurmainz-Kaserne in Tauberbischofsheim. Im Folgenden wurde er als Tutor und Dozent Truppenführung beim 27. und 29. Generalstabslehrgang Heer an der FüAkBw in Hamburg verwendet, bevor er 1987 Chef des Stabes der 4. Panzergrenadierdivision in Regensburg wurde. 1988 kehrte er als Leiter der Fachgruppe Führungslehre an die FüAkBw nach Hamburg zurück.

### Dienst als General
Von 1991 bis 1994 war Förster Brigadekommandeur der Panzerbrigade 24 „Niederbayern“ in der Schoch-Kaserne in Landshut und von 1994 bis 2000 Chef des Stabes des II. (Deutsch-Amerikanischen) Korps in der Wilhelmsburg-Kaserne in Ulm. In seiner letzten Verwendung war er vom Oktober 2000 bis September 2002 Befehlshaber im Wehrbereich II und zugleich Divisionskommandeur der 1. Panzerdivision in der Kurt-Schumacher-Kaserne in Hannover.

## Privates
Förster ist verheiratet, hat zwei Söhne und ist evangelischen Glaubens.